# Dypsis procumbens
Dypsis procumbens är en enhjärtbladig växtart som först beskrevs av Henri Lucien Jumelle och Joseph Marie Henry Alfred Perrier de la Bâthie, och fick sitt nu gällande namn av J.Dransf., Beentje och Rafaël Herman Anna Govaerts. Dypsis procumbens ingår i släktet Dypsis och familjen Arecaceae. IUCN kategoriserar arten globalt som nära hotad. Inga underarter finns listade i Catalogue of Life.